# Jean-Pierre Gillard
Pour les articles homonymes, voir Gillard.
Poète et peintre lettriste, né à Sèvres en 1948.

## Biographie
Etudes au lycée pilote de Sèvres, passionné de poésie et de théâtre, il fait connaissance du groupe lettriste en 1966.

## Poésie/musique/peinture/théâtre/danse/cinéma
La ratepelision composé à l'âge de 19 ans est son poème le plus célèbre.
En 1968, avec François Poyet, Gérard-Philippe Broutin et Jean-Paul Curtay, il fonde la NGL (Nouvelle Génération Lettriste). Ensemble ils donneront plusieurs spectacles mêlant poésie, danse polyautomatique, et cinéma (MJC de Boulogne-Billancourt, lycée de Sèvres, etc.) Plusieurs petites formations lui succédèrent apparaissant au Festival d'Automne, à la Fiac et même au Pop Club de José Artur.
Également producteur à France Musique la Nuit, il organise en 1976 le mythique concert d'Isidore Isou à la salle Gaveau, 
Novaprod Owl, sous la direction artistique de Catherine Lagarde a édité en 2002 un CD de ses poèmes ("Corrina Corrina", sous le nom de Jim Palette, avec chœurs et participation de François Poyet), où figure une adaptation du titre éponyme de Bob Dylan

## Radio/internet
le passage de celui-ci dans l'émission de Jacques Chancel Radioscopie et produit des programmes sur Broutin (Ere isouienne, an 52 : un musicien lettriste, Gérard-Philippe Broutin) et Roland Sabatier (Roland Sabatier : Pourquoi je n'ai pas écrit ces musiques). Il monte également la pièce d'Isou Je vous parlerai de Dieu, d'Art et de Sexe aux Rencontres Théâtrales de Sèvres en 1978. En 2002, il crée E.T. Web, premier site lettriste sur internet, consacré à l'excoordisme et au téïsynisme, qui sera suivi en 2005 par Le Blog du Lettrisme, puis en 2011 par Lettrisme XXIe siècle.
À partir de 1967 il développe sous le nom de Démarche infinitésimale une œuvre picturale d'une grande économie de moyens, autour du psi grec. Il est représenté par le "Garage Cosmos" (Ixelles, Belgique)..
1973. Voyage au bout de la nuit, chorégraphie infinitésimale, présenté à La Semaine Lettriste au théâtre Mouffetard.
1973. Prélude à l'après-midi d'un aphone, présenté en 1973 au Festival d'Automne
1969, "Cinématographie discrépante" (en collaboration avec Broutin, Curtay, Poyet et Sabatier) et "Buster-Méliès ciselant" (avec Broutin, Curtay et Poyet).
1970, "Le Rameur, L'île ou l'Inca",. film à couleur indépendante du support  figurée par une lanterne de chantier promenée par un assistant, présenté à la Cinémathèque française, puis au Festival d'Edimbourg.

## Expositions de groupe
- Salle lettriste et hypergraphique, Musée national d'art moderne de la ville de Paris, 1968, Le lettrisme et l'hypergraphie, Galerie Stadler Paris, 1969, Premier festival d'Art infinitésimal et supertemporel, 1970, La vérité lettriste, Galerie Suzanne Visat Paris, 1973, Le Lettrisme toujours à l'avant-garde de l'avant-garde, Galerie Espace 2000, Bruxelles, 1973, L'art végétal lettriste, Théâtre du Ranelagh Paris, 1975,Le demi-siècle lettriste, Galerie 1900-2000 Paris, 1988, Chefs-d'œuvre passés, présents, futurs de l'art imaginaire, Galerie de Paris, Paris, 1988, Collection lettriste : intime et ultime, Villa Cernigliaro, Sordevolo (Italie), 2007, Il lettrismo a Verona, Villa Fraccaroli, Vérone, 2007, L'anti-cinéma lettriste (1952-2009), Villa Cernigliaro, 2009, Lettrisme, vue d'ensemble sur quelques dépassements précis, Villa Tamaris, La-Seyne-sur-Mer, 2010, Algumas Obras a Ler, la coleçao Éric Fabre, Musée Berardo, Lisbonne, 2010

## Expositions personnelles
- Peter et ses amis au pays des psi, Atelier lettrista, Colle di Val d'Elsa, 2006
- Les démarches en cathédrale & Les jumeaux, Galerie Satellite, Paris, 2012

## Galerie
Le Garage Cosmos (Ixelles, Belgique)